# Pontesbury
Pontesbury är en ort och civil parish i Storbritannien.   Den ligger i grevskapet Shropshire i riksdelen England, i den södra delen av landet, 230 km nordväst om huvudstaden London. Pontesbury ligger 108 meter över havet och antalet invånare är 1 713.
Terrängen runt Pontesbury är platt åt nordost, men åt sydväst är den kuperad. Runt Pontesbury är det ganska tätbefolkat, med 65 invånare per kvadratkilometer. Närmaste större samhälle är Shrewsbury, 11,6 km nordost om Pontesbury. Trakten runt Pontesbury består i huvudsak av gräsmarker.